# Maxim Olegowitsch Karpow
Maxim Olegowitsch Karpow (russisch Максим Олегович Карпов; * 17. März 1995 in Sankt Petersburg) ist ein russischer Fußballspieler.

## Karriere

### Verein
Karpow begann seine Karriere bei Zenit St. Petersburg. Zur Saison 2013/14 wurde er von Zenit in die neu geschaffene zweite Mannschaft hochgezogen. Für diese kam er in der ersten Saison zu 18 Einsätzen in der Perwenstwo PFL. Im Oktober 2013 stand er im Cup gegen den FK Tjumen erstmals im Profikader Zenits. In der Saison 2014/15 kam er zu 21 Drittligaeinsätzen und stieg mit Zenit-2 zu Saisonende in die Perwenstwo FNL auf. Sein erstes Spiel in der zweiten Liga machte er im August 2015 gegen den FK Tjumen. Dies blieb allerdings sein einziger Einsatz in der Saison 2015/16. In der Spielzeit 2016/17 kam er zu 25 Zweitligaeinsätzen. In der Saison 2017/18 machte der Innenverteidiger bis zur Winterpause acht Spiele. Im November 2017 debütierte er in der UEFA Europa League gegen Vardar Skopje zudem für die erste Mannschaft der Petersburger.
Im Januar 2018 wechselte Karpow leihweise zum Erstligisten FK SKA-Chabarowsk. Sein Debüt in der Premjer-Liga gab er im März 2018 gegen den FK Tosno. Bis Saisonende kam er zu drei Einsätzen für Chabarowsk, das zu Saisonende aus der Premjer-Liga abstieg. Zur Saison 2018/19 kehrte er zunächst zu Zenit zurück, ehe er im August 2018 ein zweites Mal verliehen wurde, diesmal an den Zweitligisten Rotor Wolgograd. Für Rotor kam er bis zur Winterpause zu 13 Zweitligaeinsätzen.
Im Januar 2019 wurde die Leihe vorzeitig beendet und Karpow verließ Zenit endgültig und schloss sich dem Ligakonkurrenten Krylja Sowetow Samara an. In Samara kam er allerdings bis zum Saisonende nie zum Einsatz. In der Saison 2019/20 absolvierte der Abwehrspieler 21 Partien in der Premjer-Liga, aus der Krylja Sowetow zu Saisonende allerdings abstieg. In der Perwenstwo FNL kam er in der Saison 2020/21 achtmal zum Einsatz, mit dem Klub gelang ihm der direkte Wiederaufstieg. Im September 2021 wurde er innerhalb der Premjer-Liga an den FK Chimki verliehen. Für Chimki kam er insgesamt zu fünf Einsätzen in der Premjer-Liga. Im Februar 2022 wurde die Leihe vorzeitig beendet und Karpows Vertrag in Samara aufgelöst. Danach wechselte er Mitte des Monats zum Zweitligisten FK Metallurg Lipezk.

### Nationalmannschaft
Karpow spielte zwischen August 2013 und Juni 2014 neunmal für die russische U-19-Auswahl. Von Januar 2014 bis Oktober 2016 kam er zu acht Einsätzen im U-21-Team.